# William Clarke (Musiker)
William Clarke (* 21. März 1951 in Inglewood, Kalifornien; † 3. November 1996 in Fresno, Kalifornien) war ein US-amerikanischer Bluesmundharmonikaspieler.

## Biographie
Als Jugendlicher spielte Clarke Gitarre und Schlagzeug, wechselte aber 1967 zur Mundharmonika. Seine ersten Einflüsse waren Big Walter Horton, James Cotton, Junior Wells und Sonny Boy Williamson II. Mit 18 Jahren begann er in lokalen Clubs in South-Central Los Angeles zu spielen, zuerst mit Smokey Wilson und Shakey Jake Harris, mit denen er auch seine ersten Aufnahmen machte. Ab 1977 lernte er bei seinem großen Vorbild George „Harmonica“ Smith alle Spielweisen der Chromatischen und Diatonischen Harmonika zu spielen, hieraus entstand eine Freundschaft und Zusammenarbeit, die bis zum Tod (2. Oktober 1983) von George Smith anhielt.
1978 nahm er sein erstes Album „Hittin' Heavy“ bei Good Time Records (GT 1003) auf. 1987 wurde er für sein Album Tip of the Top für den W. C. Handy Award nominiert, danach unterschrieb er bei Alligator Records in Chicago. Aus dieser Zusammenarbeit entstanden bis zu seinem Tod vier Alben, die ihn auch über die Grenzen von Kalifornien hinaus bekannt machten.
Clarke tourte 1996 ausgiebig, nach einem Konzert im März brach er auf der Bühne zusammen. Es wurde bei ihm eine kongestive Herzinsuffizienz (verstopfte Herzgefäße) festgestellt. William Clarke sagte in einem Interview, dass dieser Anlass für ihn wie ein Weckruf gewesen sei. Er reduzierte sein Gewicht, indem er eine strenge Diät einhielt (bis zu seinem Tod hatte er 27 kg abgenommen) und er schränkte seinen Alkoholkonsum ein. Am 12. Oktober stand er in Indianapolis auf der Bühne des Slippery Noodle; dieses Konzert wurde aufgenommen und 2010 als Doppel-Album veröffentlicht. Am 2. November 1996 stand er in Fresno auf der Bühne und brach nach dem Konzert zusammen. Er wurde in eine Klinik eingeliefert, wo die Ärzte ein blutendes Magengeschwür feststellten; in der Nacht verstarb er.
William Clarke war verheiratet und hatte zwei Kinder.

## Diskografie
- Hittin' Heavy (1978)
- Blues from Los Angeles (1980)**
- Can't You Hear Me Calling (1983)
- Tip of the Top (1987)
- Rockin' the Boat (1988)
- Blowin' Like Hell (1990)
- Serious Intentions (1992)
- Groove Time (1994)
- The Hard Way (1996)
- Deluxe Edition (1999)
- Now That Your Gone (2001)
- Live in Germany (2005) aufgenommen am 18. September 1988 in Bremen
- The Early Years, Vol.1 (2006)
- The Early Years, Vol.2 (2006)
- One More Again (2008)
- Live Bootleg (2010) aufgenommen in L.A. 1991 und 1996
- Live at Slippery Noodle (2010) aufgenommen am 12. Oktober 1996 in Indianapolis
- Double Dealin (2010) mit Junior Watson (Gitarre), aufgenommen 1983 bei den Can't You Hear me Calling Sessions
  - William Clarke & The NightOwls